# 易州直隸州
易州直隸州，清朝时设置的直隶州。

易州在直隶省的位置（1820年）

雍正十一年（1733年）升易州為直隸州。「明易州屬保定，本朝初仍之。雍正十一年以萬年吉地所在，升為直隸州，以淶水縣及山西之廣昌縣來屬。」，雍正十一年十一月，「升直隸保定府屬易州為直隸州，以保定之淶水及山西省之廣昌二縣隸之。從直隸總督李衛請也。」